# Kreuzdachbildstock (Obererthal; Kapellenweg)

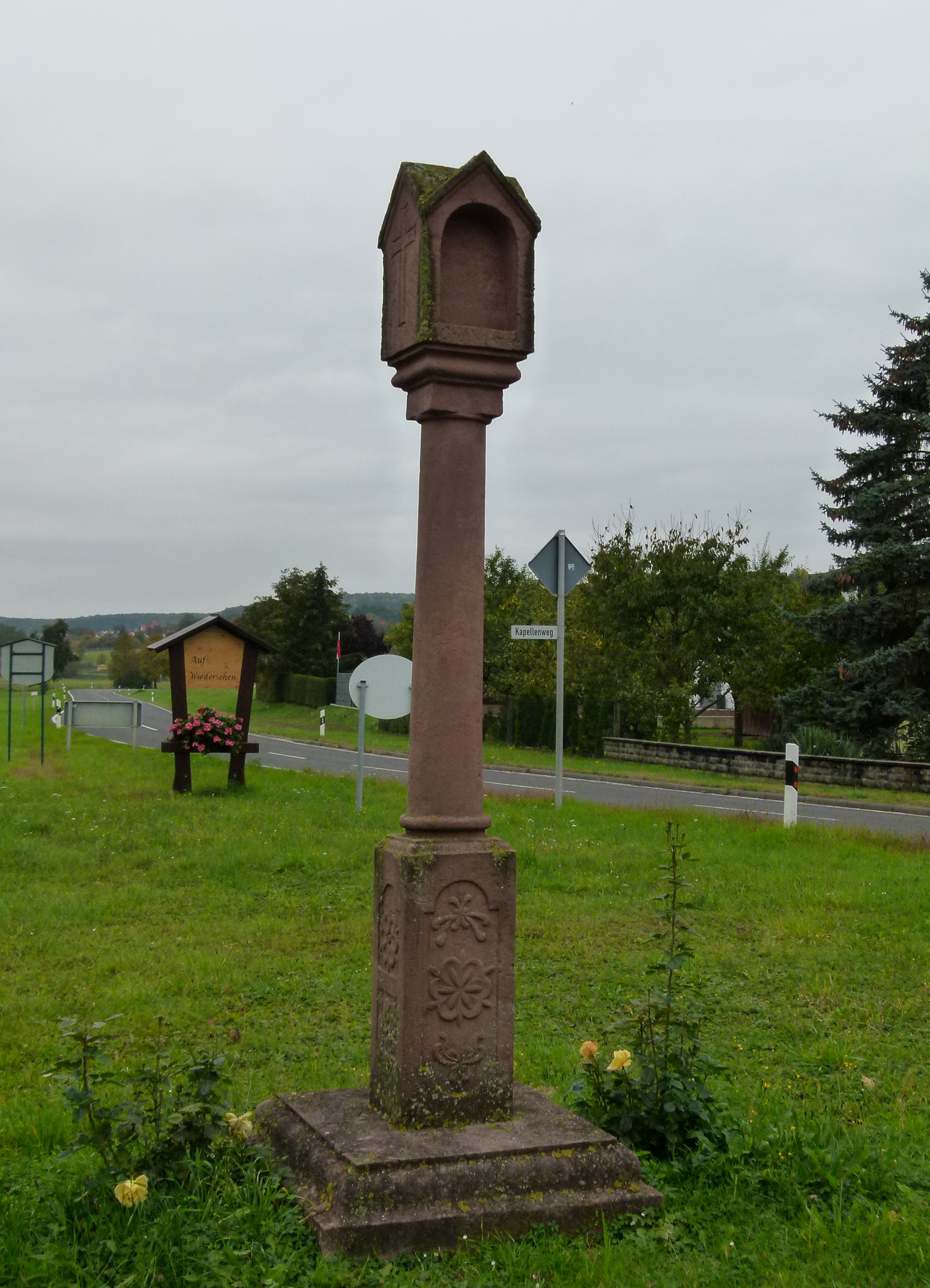
Bildstock in Obererthal, am Kapellenweg

Der Kreuzdachbildstock Kapellenweg befindet sich in Obererthal, einem Gemeindeteil der Kleinstadt Hammelburg im Landkreis Bad Kissingen am Kapellenweg am Ortsausgang Richtung Untererthal in der Flur Salzwiesen.
Er gehört zu den Baudenkmälern von Hammelburg und ist unter der Nummer D-6-72-127-170 in der Bayerischen Denkmalliste registriert.

## Beschreibung
Der 250 cm hohe Bildstock besteht aus rotem Sandstein und entstand im Jahr 1688.
Auf dem Bildstock befindet sich ein Häuschenaufsatz mit Kreuzdach. Das Häuschen hat die Abmessungen 54 cm × 29 cm × 29 cm. Vorne und links befinden sich leere rundbogige Nischen, im Rahmen links die Aufschrift: „GERN MATTER“ und an der Rückseite ein eingraviertes Kreuz. Rechts befindet sich ein Christusmonogramm; darunter steht im Rahmen die Jahreszahl „1688“. Der prismatische Säulenfuß ist an drei Seiten mit Blütenornamenten versehen und hat oben einen Säulenumfang von 54 cm sowie unten von 71,5 cm.